# Insolvenz-Entgelt-Fonds
Der Insolvenz-Entgelt-Fonds (IEF) ist ein österreichischer Fonds des öffentlichen Rechts mit Rechtspersönlichkeit, der Ansprüche aus einem Arbeitsverhältnis sichert, wenn über das Vermögen des Arbeitgebers ein Verfahren nach der Insolvenzordnung eröffnet wird. Die gesicherten Ansprüche gegen den Arbeitgeber (gegen die Insolvenzmasse) gehen auf den Insolvenz-Entgelt-Fonds über und werden in der Höhe des gesicherten Anspruches, vermindert um die Dienstnehmerbeitragsanteile zur gesetzlichen Sozialversicherung, an den Anspruchsberechtigten ausbezahlt. Der Arbeitgeber erhält darüber einen schriftlichen Bescheid.
Der Fonds steht im Eigentum der Republik Österreich, wird durch den  Bundesminister für Arbeit, Soziales und Konsumentenschutz vertreten und hat seinen Sitz in Wien. Die IEF-Service GmbH verwaltet den Fonds und vollzieht als hoheitliche Aufgabe die Bestimmungen des Insolvenz-Entgeltsicherungsgesetzes (IESG).
Die Insolvenz-Entgeltsicherung wurde in Österreich im Jahr 1978 gesetzlich eingeführt und zunächst von den Arbeitsämtern vollzogen. 1995 wurde sie an die Bundessozialämter übertragen und 2001 in eine GmbH ausgegliedert, die seitdem über Anträge auf Insolvenz-Entgelt entscheidet (§ 4 IESG).
Europarechtlich von Bedeutung ist die Richtlinie 2008/94/EG des Europäischen Parlaments und des Rates vom 22. Oktober 2008 über den Schutz der Arbeitnehmer bei Zahlungsunfähigkeit des Arbeitgebers.